# Evan Stone
Evan Stone (Tallahassee, Florida, 18 de julio de 1964) es un actor estadounidense de la industria pornográfica. Considerado por toda la crítica como uno de los actores más prolíficos de la cinematografía pornográfica internacional.
Entre sus logros destaca el haber sido galardonado con el prestigioso premio AVN al Mejor Actor 2008 por sus asiduas intervenciones en la industria para adultos.
Algunas de sus colaboraciones más importantes en películas es la serie Pirates (1 y 2), las películas más caras en la industria para adultos que se hayan producido jamás.
Se dice que ha copulado con más de 300 mujeres[cita requerida] a lo largo de su ardua carrera incluyendo a actrices de la talla de Jenna Jameson o Carmella Bing.